# Război și pace (film în patru părți)
Război și pace (titlul original: în rusă Война и мир, transliterat: Voina i mir) este un film dramatic sovietic, realizat între anii 1965–1967 de regizorul Serghei Bondarciuk, după romanul istoric omonim a scriitorului Lev Tolstoi, protagoniști fiind actorii Liudmila Savelieva, Serghei Bondarciuk, Viaceslav Tihonov,Victor Stanițîn.

## Rezumat
O lucrare cinematografică monumentală, filmul, cu o durată totală de 6 ore 43 minute, este construit în patru părți în care vor fi abordate toate temele (analize psihologice, etice, estetice, metafizice, geopolitice, istorice) intitulate astfel: 
- partea I-a: Andrei Bolkonski
- partea a II-a: Natașa Rostova
- partea a III-a: Anul 1812
- partea a IV-a: Pierre Bezuhov

Filmul este renumit pentru îndrăzneala formei sale, bogăția temelor și complexitatea arhitecturii sale. 

## Distribuție
Filmul cuprinde o distribuție de aproximativ 300 roluri
- Liudmila Savelieva – Natașa Rostova
- Serghei Bondarciuk – Pierre Bezuhov
- Viaceslav Tihonov – prințul Andrei Bolkonski
- Victor Stanițîn –  contele Ilia Rostov
- Kira Golovko – contesa Rostova
- Oleg Tabakov – Nicolas Rostov
- Boris Smirnov – prințul Vasili Kuraghin
- Vasili Lanovoi – Anatole Kuraghin
- Irina Skobțeva – Hélène Kuraghin Bezuhova
- Anastasia Vertinskaia – Liza Bolkonski
- Boris Zahava – generalul Kutuzov
- Vladislav Strjelcik – Napoleon Bonaparte
- Anatoli Ktorov – prințul Bolkonski, tata lui Andrei
- Antonina Șuranova – prințesa Maria, sora lui Andrei
- Nikolaï Rîbnikov – Vasili Denisov
- Boris Hmelnițki – aghiotantul tatălui lui Pierre Bezuhov
- Vasili Soloviov – un canonier
- Nonna Mordiukova – Anisia Fiodorovna
- Gheorghi Milliar – Morel
- Iia Arepina – fata tânără care a transmis o scrisoare Natașei
- Aleksei Glazîrin – sanitarul militar

## Lansare
A fost lansat în anii 1966–1967 și a avut parte de mare succes comercial, fiind vizionat de 38,5 milioane de spectatori în cinematografele din Uniunea Sovietică.

## Premii și nominalizări
- 1965: Marele Premiu al FIF Moscova pentru cel mai bun film
- 1965: Mențiune la FIF Moscova pentru Liudmila Savelieva ca cea mai bună actriță
- 1968: New York Film Critics Circle Award pentru cel mai bun film străin
- 1969: Oscar pentru cel mai bun film străin
- 1969: Premiul Globul de Aur pentru cel mai bun film într-o limbă străină
- 1969: Mențiune la National Board of Review pentru cel mai bun film străin